# Apisit Sorada
Apisit Sorada (thailändisch อภิสิทธิ์ โสรฎา, * 28. Februar 1997 in Samut Sakhon), auch als James bekannt, ist ein thailändischer Fußballspieler.

## Karriere

### Verein
Apisit Sorada erlernte das Fußballspielen in der Jugendmannschaft des Zweitligisten Air Force Central FC in Bangkok, bei dem er 2016 auch seinen ersten Profivertrag unterschrieb. 16 Spiele absolvierte er für Air Force in der Zweiten Liga. 2017 wechselte er zum Erstligisten Bangkok Glass, dem heutigen BG Pathum United FC. Die Rückserie 2019 wurde er an den Erstligaaufsteiger Chiangmai FC ausgeliehen. Nach insgesamt 41 Spielen für Chiangmai kehrte er zur Saison 2021/22 wieder zu BG zurück. Am Saisonende 2021/22 feierte er mit BG die Vizemeisterschaft. Am 6. August 2022 gewann er mit dem Verein den Champions Cup. Das Spiel gegen den Meister Buriram United wurde mit 3:2 gewonnen. Am 20. Mai 2023 stand BG das Endspiel des Thai League Cup. Das Finale wurde gegen Buriram United mit 2:0 verloren. Am 16. Juni 2024 stand er mit BG im Finale des Thai League Cup. Hier gewann man durch ein Tor von Teerasil Dangda gegen Muangthong United mit 1:0. Ende Juni 2024 wechselte er auf Leihbasis zum ebenfalls in der ersten Liga spielenden Ratchaburi FC.

### Nationalmannschaft
2016  spielte Apisit Sorada einmal in der thailändischen U-19-Nationalmannschaft. Dreimal trug er 2018 das Trikot der U-21-Nationalmannschaft. Für die U-23 stand er seit 2019 zweimal auf dem Spielfeld. Sein Debüt in der thailändischen A-Nationalmannschaft gab er am 11. Oktober 2024. Hier stand er beim 3:1-Erfolg im King’s Cup gegen die Philippinen in der Startelf und wurde nach der Halbzeitpause gegen Sasalak Haiprakhon ausgewechselt. Im Endspiel am 14. Oktober 2024 im Tinsulanon Stadium in Songkhla besiegte man das Team aus Syrien mit 2:1.

## Erfolge

### Verein
BG Pathum United FC
- Thailändischer Vizemeister: 2021/22
- Thailändischer Supercup-Sieger: 2022
- Thailändischer Ligapokalsieger: 2023/24
- Thailändischer Ligapokalfinalist: 2022/23

### Nationalmannschaft
Thailand
- King’s Cup: 2024